# Matěj Beran
Matěj Beran (* 11. listopadu 1993, Plzeň) je český hokejista v současné době hrající za tým HC Slavia Praha.
Poprvé se v české hokejové extralize objevil v sezóně 2014/15 jako jednadvacetiletý útočník HC Škoda Plzeň. V sezónách 2015/16 až 2017/18 působil v týmu HC Dynamo Pardubice.